# Takelsa (délégation)
Takelsa est une délégation tunisienne dépendant du gouvernorat de Nabeul.
| Hommes | Classe d’âge | Femmes |
| ------ | ------------ | ------ |
| 558    | 75 ou +      | 695    |
| 1 467  | 60-74 ans    | 1 701  |
| 2 562  | 45-59 ans    | 2 516  |
| 2 560  | 30-44 ans    | 2 548  |
| 2 399  | 15-29 ans    | 2 208  |
| 2 804  | 0-14 ans     | 2 787  |